# 灰光学粘团
灰光学粘团（Gray molasses）是一种针对原子的亚多普勒激光冷却方法。它运用了西西弗斯冷却的原理，并结合了一种特殊的不与共振激光相互作用（跃迁）的“暗态”（dark state）。在超冷原子物理实验中，对于那些具有分辨不清的超精细结构的原子种类（例如锂和钾的同位素），通常在普遍使用的磁光阱（MOT）之后，采用灰光学粘团而非西西弗斯冷却作为次级冷却阶段，以达到低于多普勒极限的温度。与同时具备黏胶力和囚禁力的磁光阱（MOT）不同，灰光学粘团只能减速原子而不能将其囚禁；因此，其作为冷却机制的有效性仅持续毫秒量级，之后必须采用进一步的冷却和囚禁阶段。

## 概述
与西西弗斯冷却类似，灰光学粘团的冷却机制依赖于一种由激发态介导的、发生在两个超精细分裂基态之间的类拉曼双光子跃迁（two-photon Raman-type transition）。这些基态的正交叠加构成了“亮态”（bright state）和“暗态”（dark state），如此命名是因为前者通过激光驱动的偶极跃迁与激发态耦合，而后者只能通过从激发态的自发辐射才能到达。由于两者都不是动能算符的本征态，暗态也会演化为亮态，其频率正比于原子的外部动量。黏胶光束（molasses beam）的偏振梯度为亮态创造了一个正弦势能形貌，原子在此形貌中通过“上坡”运动到达势能最大值处而损失动能，这些最大值处恰好对应于能够执行到激发态的电偶极跃迁的圆偏振光。处于激发态的原子随后被光抽运到暗态，并接着演化回亮态以重新开始循环。或者，这对亮暗基态也可以通过电磁诱导透明（EIT）产生。 
原子在经历多次从亮态到激发态再到暗态的循环后，其总体效果是：原子在亮态下受到类似西西弗斯冷却的效应，同时，速度最低（即最冷）的一部分原子会被选择性地布居到暗态，从而脱离这个冷却循环。后一个筛选过程构成了速度选择相干布居囚禁（velocity-selective coherent population trapping, VSCPT）。  正是这种与激光相互作用的亮态和不相互作用的暗态的结合，使得该冷却技术被称为“灰光学粘团”。

### 历史
1988年，由威廉·菲利普斯（William Phillips）领导的位于华盛顿的美国国家标准与技术研究院（NIST）小组，首次在光学粘团中的钠原子内测量到了低于多普勒极限的温度，这引发了对亚多普勒冷却（sub-Doppler cooling）理论基础的探索。 1989年，让·达利巴（Jean Dalibard）和克洛德·科恩-塔诺季（Claude Cohen-Tannoudji）确认其机制为西西弗斯冷却的多光子过程，  而朱棣文（Steven Chu）的小组同样认为亚多普勒冷却本质上是一种光抽运方案。 基于这些工作，菲利普斯、科恩-塔诺季和朱棣文共同获得了1997年诺贝尔物理学奖。T.W.亨施（T.W. Hänsch）等人在1994年首次提出了灰光学粘团的理论框架，  次年（1995年），G. Grynberg 在铯原子中实现了一种四光束的实验方案。 此后，灰光学粘团被常规性地用于冷却所有其他碱金属（类氢）原子。   

### 与西西弗斯冷却的比较
在西西弗斯冷却中，原子基态 {\displaystyle J=1/2} 能级组的两个塞曼能级，受到近共振相向传播光束的作用，经历大小相等、符号相反的AC斯塔克位移。这些光束同样也产生偏振梯度，使得光的偏振在圆偏振和线偏振之间交替变化。某一个 {\displaystyle m_{J}} 态的势能最大值处恰好对应纯圆偏振光的位置，此处的圆偏振光会将原子光抽运至另一个 {\displaystyle m_{J}} 态，而后者在该位置恰好经历其势能最小值。在此过程中，原子不断“爬越”这种由光场产生的势垒起伏，消耗自身动能，并将经历了AC斯塔克位移的基态能级上势垒“波峰”和“波谷”之间的势能差传递给发射的光子。 
相比之下，灰光学粘团中只有一个基态（即亮态）经历正弦形式的光位移；在该势能形貌的峰值处，光抽运过程将原子转移到暗态。处于暗态的原子会在特定条件下（例如，具有足够动量时）选择性地演化回亮态，并重新进入冷却循环。当原子的激发态能级组分辨不清（即其超精细结构间距与相应的自然线宽相当甚至更小）时，西西弗斯冷却难以有效实施；对于这类原子种类，基于拉曼过程的灰光学粘团是更适用的冷却方法。

## 理论

### 缀饰态绘景

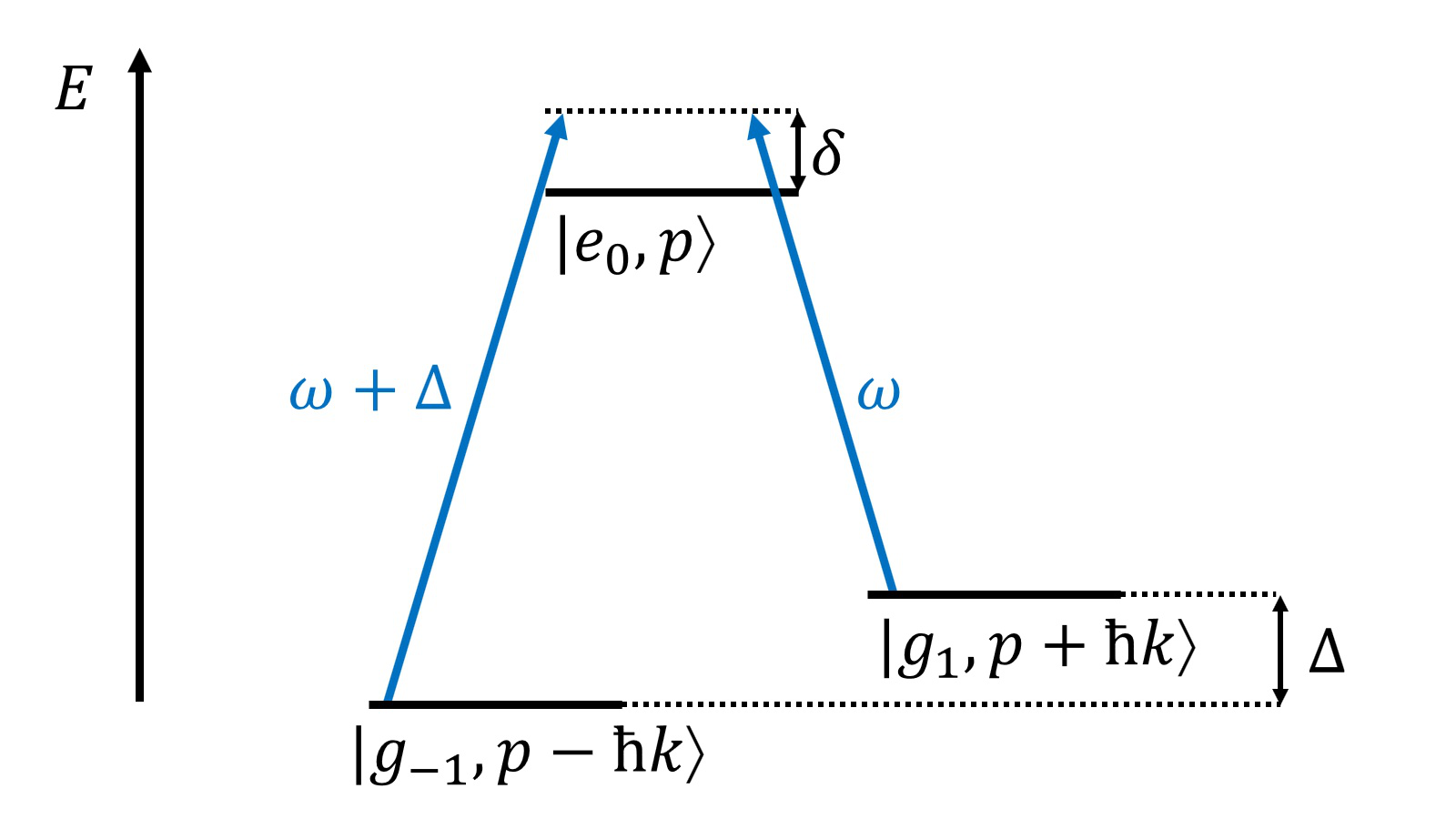
三能级模型的能级图，展示了双光子拉曼过程，该过程相对于激发态的失谐量为 。图中每一个态都是裸哈密顿量的本征态，是内部电子态（和）与原子整体动量态 的乘积态。

表示电子的两个基态和激发态{\displaystyle |g_{-1}\rangle ,|g_{1}\rangle ,}和{\displaystyle |e_{0}\rangle } ， 分别。原子还具有总动量，因此原子的总状态是其内部状态和动量的乘积状态，如图所示。在相反偏振的反向传播光束存在的情况下，内部状态经历原子-光相互作用哈密顿量

将两个基态和激发态分别记为 {\displaystyle |g_{-1}\rangle ,|g_{1}\rangle ,}和{\displaystyle |e_{0}\rangle }。原子也具有整体动量，因此原子的整体状态是其内部电子态和动量态的乘积态，如图所示。在具有相反偏振的相向传播光束的作用下，内部电子态受到原子-光相互作用哈密顿量的作用
{\displaystyle H_{\mathrm {AL} }={\frac {\hbar \Omega }{2{\sqrt {2}}}}\left(|e_{0}\rangle \langle g_{1}|e^{ikx}-|e_{0}\rangle \langle g_{-1}|e^{-ikx}\right)e^{-i\omega t}+\mathrm {h.c.} }
其中 {\displaystyle \Omega } 是拉比频率，近似认为其对于两个跃迁过程的值相同。利用动量空间中平移算符的定义，
{\displaystyle e^{\pm ikx}=\int |p\rangle \langle p\mp \hbar k|\mathrm {d} p,}
{\displaystyle H_{\mathrm {AL} }}对态 {\displaystyle |e_{0},p\rangle }的作用为
{\displaystyle H_{\mathrm {AL} }|e_{0},p\rangle ={\frac {\hbar \Omega }{2{\sqrt {2}}}}\left(|g_{1},p+\hbar k\rangle -|g_{-1},p-\hbar k\rangle \right)e^{i\omega t}}
这表明，与 {\displaystyle |\psi _{\mathrm {e} }(p)\rangle =|e_{0},p\rangle }耦合的缀饰态 {\displaystyle |\psi _{\mathrm {c} }(p)\rangle } 是描述这两个基态子空间的一个更方便的基矢。与之正交的基矢 {\displaystyle |\psi _{\mathrm {nc} }(p)\rangle }（其定义见下文）则完全不与 {\displaystyle |\psi _{\mathrm {e} }(p)\rangle } 发生耦合。
{\displaystyle {\begin{aligned}|\psi _{\mathrm {c} }(p)\rangle &\equiv {\frac {1}{\sqrt {2}}}\left(|g_{1},p+\hbar k\rangle -|g_{-1},p-\hbar k\rangle \right)\\|\psi _{\mathrm {nc} }(p)\rangle &\equiv {\frac {1}{\sqrt {2}}}\left(|g_{1},p+\hbar k\rangle +|g_{-1},p-\hbar k\rangle \right)\\|\psi _{\mathrm {e} }(p)\rangle &\equiv |e_{0},p\rangle \end{aligned}}}
{\displaystyle H_{\mathrm {AL} }} 对这些态的作用为
{\displaystyle {\begin{aligned}H_{\mathrm {AL} }|\psi _{\mathrm {c} }(p)\rangle &={\frac {\hbar \Omega }{2}}e^{-i\omega t}|\psi _{\mathrm {e} }(p)\rangle \\H_{\mathrm {AL} }|\psi _{\mathrm {nc} }(p)\rangle &=0\\H_{\mathrm {AL} }|\psi _{\mathrm {e} }(p)\rangle &={\frac {\hbar \Omega }{2}}e^{i\omega t}|\psi _{\mathrm {c} }(p)\rangle \end{aligned}}}
由此可见，{\displaystyle |\psi _{\mathrm {c} }(p)\rangle }和{\displaystyle |\psi _{\mathrm {e} }(p)\rangle }之间经历了类似西西弗斯冷却的过程，表明前者  {\displaystyle |\psi _{\mathrm {c} }(p)\rangle } 是亮态。{\displaystyle |\psi _{\mathrm {nc} }(p)\rangle } 态在光学上是不可及的，构成了暗态。然而，{\displaystyle |\psi _{\mathrm {c} }(p)\rangle } 和 {\displaystyle |\psi _{\mathrm {nc} }(p)\rangle } 都不是动量算符的本征态，因此它们会通过未受扰动哈密顿量的动能项而发生运动耦合：
{\displaystyle \left\langle \psi _{\mathrm {c} }(p)\left|{\frac {p^{2}}{2M}}\right|\psi _{\mathrm {nc} }(p)\right\rangle ={\frac {\hbar kp}{M}}}
由于这种运动耦合，暗态会以正比于动量的频率演化为亮态，这实际上筛选出了动量较大的（较热的）原子，使其重新进入西西弗斯冷却循环。这种非绝热耦合主要发生在经历了光位移的耦合态（即亮态）的势能最小值处。随着时间推移，原子逐渐冷却，直到它们缺乏足够的动量来“爬越”亮态的正弦光位移势垒，从而更多地布居在暗态中。 

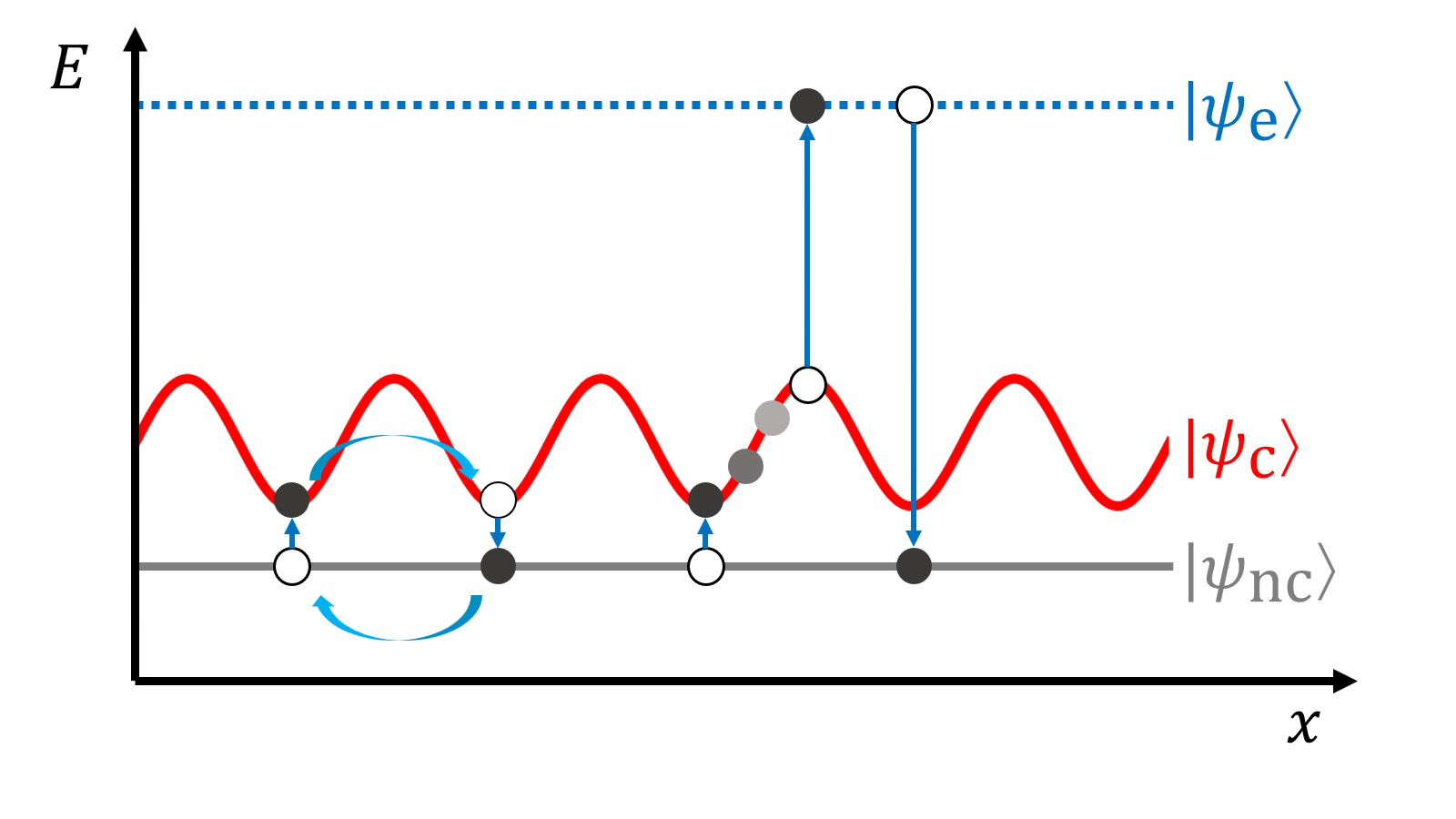
缀饰三能级系统的能级图，显示了态上随位置变化的AC斯塔克位移（为清晰起见，图中未显示 的AC斯塔克位移以及失谐量为 的虚激发态）。右侧过程展示了灰光学粘团的类西西弗斯冷却循环：从“亮”耦合态 到激发态 再到“暗”非耦合态 ，正文中对此有详细描述。左侧过程描绘了由裸哈密顿量作用导致的亮态与暗态之间的非绝热耦合。图片改编自T.W. 亨施（Hänsch）的开创性论文。

### 拉曼条件
任何 {\displaystyle \Lambda } 型拉曼过程的共振条件要求：参与过程的两个光子的能量之差，必须等于 {\displaystyle \Lambda } 型结构“两条腿”对应的末态之间的能量差，在这里这两个末态即为前文所述的基态 {\displaystyle |g_{-1}\rangle ,|g_{1}\rangle ,}。在实验上，当循环光频率和再泵浦光频率相对于 {\displaystyle |g_{-1}\rangle \rightarrow |e_{0}\rangle }和{\displaystyle |g_{1}\rangle \rightarrow |e_{0}\rangle }跃迁频率的失谐量相等时，此条件得以满足。 
与大多数多普勒冷却技术不同，灰光学粘团中使用的光必须对其共振跃迁采用蓝失谐；由此产生的多普勒加热效应会被偏振梯度冷却效应所抵消。定性地说，这是因为对{\displaystyle |F=2\rangle \rightarrow |F'=2\rangle } 跃迁的选择意味着，在任意给定位置处，所涉及的三个能级的AC斯塔克位移符号均相同。选择势能最大值处作为向暗态进行光抽运的位置，要求总体光场是蓝失谐的；这样做可以使处于亮态的原子经历最大的势能差“爬坡”过程，从而损耗掉最多的动能。关于黏胶力与失谐量关系的完整定量解释，可以在T.W. 亨施（Hänsch）的论文中找到。 

## 脚注
1. ↑  所谓的“循环光”（cycling light）作用于代表主要自发衰变路径的跃迁，而“再泵浦光”（repumper light）则处理那些衰变到另一个超精细基态的原子。这种术语源于在多普勒冷却技术（例如塞曼减速器和磁光阱）中对类似超精细结构能级组的使用，在这些技术里，再泵浦光通过光抽运，将在多普勒冷却中衰变到了无法被主循环光作用的超精细基态的原子重新激发，使它们能再次参与冷却循环。同时使用多普勒冷却和亚多普勒冷却阶段的原子物理实验，通常也会将用于灰光学粘团的激光称为“循环光”和“再泵浦光”，这仅仅是因为它们具有与前一冷却阶段（多普勒）所用激光相似的相对失谐量设置，但它们在灰光学粘团中的功能有着本质上的区别，因此这些名称并不能完全准确地反映其真实作用。